# Uto Peak
Uto Peak är en bergstopp i Kanada.   Den ligger i provinsen British Columbia, i den centrala delen av landet, 3 100 km väster om huvudstaden Ottawa. Toppen på Uto Peak är 2 927 meter över havet, eller 499 meter över den omgivande terrängen. Bredden vid basen är 4,1 km.
Terrängen runt Uto Peak är huvudsakligen bergig.Trakten runt Uto Peak är nära nog obefolkad, med mindre än två invånare per kvadratkilometer.. 
I omgivningarna runt Uto Peak växer i huvudsak barrskog.